# Festival de Naples 1952
Le premier Festival de la Chanson Napolitaine, connu à l'époque sous le nom de Festival Radiophonique de la Chanson Napolitaine, s'est tenu au Teatro Mediterraneo de Naples du 28 au 30 septembre 1952, sous la direction de Nunzio Filogamo.
Dans le sillage de Sanremo, il y avait 20 chansons pour les onze interprètes du concours.
Desiderio 'e sole de Manlio et Gigante, interprété par Nilla Pizzi et Franco Ricci, a remporté le premier prix. À la suite du succès de la chanson, le film du même nom, avec Giacomo Rondinella, a été diffusé dans les salles de cinéma en 1954.

## Charts, chansons et chanteurs
| Position | Chanson                    | Auteurs                          | Artiste                            | Votes |
| -------- | -------------------------- | -------------------------------- | ---------------------------------- | ----- |
| 1re      | Desiderio 'e sole          | (Tito Manlio e Marcello Gigante) | Nilla Pizzi - Franco Ricci         | 95    |
| 2e       | Varca lucente              | (Francesco Saverio Mangieri)     | Domenico Attanasio - Oscar Carboni | 90    |
| 3e       | Margellina                 | (Enzo Bonagura)                  | Sergio Bruni - Nilla Pizzi         | 55    |
| 4e       | Sciummo                    | (Enzo Bonagura e Carlo Concina)  | Achille Togliani - Sergio Bruni    | 39    |
| 5e       | 'E ccummarelle             | (Arturo Gigliati-Giannini)       | Gino Latilla - Antonio Basurto     | 38    |
| 6e       | Lettera Napulitana         | (Gigi Pisano e L. Cioffi)        | Franco Ricci - Achille Togliani    | 23    |
| 7e       | Li funtanelle              | (M. Bergamo)                     | Carla Boni - Sergio Bruni          | 23    |
| 8e       | 'E ccampane napulitane     | (Nisa e Salve D'Esposito)        | Nilla Pizzi - Franco Ricci         | 15    |
| 9e       | Tuppe... ttu'              | (N. Rotondella e V. Giuliani)    | Vera Nandi - Carla Boni            | 12    |
| 10e      | Nun è curaggio... è ammore | (A. Galante)                     | Achille Togliani - Antonio Basurto | 10    |

### Non-finalistes
| Chanson                     | Auteurs                                 | Artiste                            |
| --------------------------- | --------------------------------------- | ---------------------------------- |
| Maria è robba mia!          | (A. Trusiano e A. Capodanno)            | Gino Latilla - Sergio Bruni        |
| Cara Lucia                  | (Salvatore Mazzocco e Roberto Murolo)   | Domenico Attanasio - Oscar Carboni |
| 'O principe indiano         | (V. Emilio e F. Barile)                 | Carla Boni - Vera Nandi            |
| Lassame sunna'              | (C. Deani e Virgilio Panzuti)           | Oscar Carboni - Pina Lamara        |
| 'A litoranea                | (L. Giordano)                           | Antonio Basurto - Gino Latilla     |
| Voca guaglio'               | (Vincenzo De Crescenzo e Antonio Vian)  | Achille Togliani - Franco Ricci    |
| 'A reggina d' 'e tarantelle | (E. Raul e A. Giannini)                 | Pina Lamara - Carla Boni           |
| 'A spingola                 | (Vincenzo De Crescenzo e Furio Rendine) | Nilla Pizzi - Antonio Basurto      |
| Sarta 'e biancheria         | (Furio Rendine e A. Napolitano)         | Gino Latilla - Franco Ricci        |
| Nustalgia                   | (Giuseppe Bonavolontà)                  | Oscar Carboni - Sergio Bruni       |

## Règlement
La participation au Festival est réservée aux maisons d'édition qui ont consacré tout ou partie de leur activité à la chanson napolitaine depuis le 1er janvier 1950 : chacune d'entre elles est invitée à envoyer à la Rai une, deux ou trois chansons inédites d'auteurs et de compositeurs italiens, avec des vers originaux en napolitain. Au total, 83 chansons sont envoyées, dont 20 seulement sont finalement retenues pour le concours.
Au cours de chacune des deux premières soirées, 10 chansons sont présentées, parmi lesquelles le jury sélectionne les cinq meilleures chaque soir. Les dix chansons ainsi sélectionnées à l'issue des deux soirées sont présentées à nouveau lors d'une troisième soirée au cours de laquelle le jury choisit les première, deuxième et troisième chansons gagnantes, dans cet ordre, du Festival.
Chaque chanson est interprétée deux fois au cours de la même soirée : une première fois par l'Orchestra Napoletana della Canzone dirigée par Giuseppe Anepeta avec des chanteurs napolitains et une deuxième fois par l'Orchestra de Cinico Angelini avec ses chanteurs.

## Orchestre
Le corps des chanteurs napolitains de l'orchestre de Giuseppe Anepeta (it) comprend Domenico Attanasio, Sergio Bruni, Pina Lamara, Vera Nandi et Franco Ricci. Cinico Angelini est en revanche chargé des « Italiens » : Carla Boni, Antonio Basurto, Oscar Carboni, Gino Latilla, Nilla Pizzi et Achille Togliani.

## Organisation
Le premier Festival Radiophonique de la Chanson Napolitaine se déroule en marge des manifestations artistiques organisées à Naples dans le cadre de la Mostra d'Oltremare et de l'Œuvre italienne dans le monde. L'ensemble de l'événement est diffusé sur le Deuxième programme radio (aujourd'hui Rai Radio 2), à partir de 21h30 jusqu'à 00h30 pour chacune des trois soirées, avec une interruption de 23h00 à 23h30, au cours de laquelle un espace est réservé à d'autres programmes.

## Soirées

### Première soirée
Les chansons interprétées lors de la première soirée sont, dans l'ordre, les suivantes (en vert sont indiqués celles qui ont passé le tour) :
| Ordre | Chanson             | Artiste                            |
| ----- | ------------------- | ---------------------------------- |
| 1     | Tuppe-ttu           | Vera Nandi - Carla Boni            |
| 2     | Desiderio 'e sole   | Nilla Pizzi - Franco Ricci         |
| 3     | 'A litoranea        | Antonio Basurto - Gino Latilla     |
| 4     | Margellina          | Sergio Bruni - Nilla Pizzi         |
| 5     | Maria è robba mia!  | Gino Latilla - Sergio Bruni        |
| 6     | Lettera Napulitana  | Franco Ricci - Achille Togliani    |
| 7     | Lassame sunnà       | Oscar Carboni - Pina Lamara        |
| 8     | 'O principe indiano | Carla Boni - Vera Nandi            |
| 9     | Sciummo             | Achille Togliani - Sergio Bruni    |
| 10    | Cara Lucia          | Domenico Attanasio - Oscar Carboni |

### Deuxième soirée
Les chansons interprétées lors de la deuxième soirée sont, dans l'ordre, les suivantes (en vert sont indiqués celles qui ont passé le tour) :
| Ordre | Chanson                     | Artiste                            |
| ----- | --------------------------- | ---------------------------------- |
| 1     | Li funtanelle               | Carla Boni - Sergio Bruni          |
| 2     | 'E campane napulitane       | Nilla Pizzi - Franco Ricci         |
| 3     | Sarta 'e biancheria         | Gino Latilla - Franco Ricci        |
| 4     | 'A spingola                 | Nilla Pizzi - Antonio Basurto      |
| 5     | 'E cummarelle               | Gino Latilla - Antonio Basurto     |
| 6     | Voca guagliò                | Achille Togliani - Franco Ricci    |
| 7     | Varca lucente               | Domenico Attanasio - Oscar Carboni |
| 8     | 'A riggina d''e tarantelle  | Pina Lamara - Carla Boni           |
| 9     | Nun è curaggio... è ammore! | Vera Nandi - Carla Boni            |
| 10    | Nustalgia                   | Oscar Carboni - Sergio Bruni       |